# Plumieux
Plumieux is een gemeente in het Franse departement Côtes-d'Armor in de regio Bretagne. De plaats maakt deel uit van het  arrondissement Saint-Brieuc. Plumieux telde op 1 januari 2022 1.654 inwoners.

## Geschiedenis
De gemeente is op 1 januari 2025 ontstaan door de fusie van de bestaande gemeente Plumieux met de gemeenten Le Cambout en Coëtlogon.

## Geografie
De oppervlakte van Plumieux bedroeg op 1 januari 2022 73,29 vierkante kilometer; de bevolkingsdichtheid was toen 22,6 inwoners per km².
De onderstaande kaart toont de ligging van Plumieux met de belangrijkste infrastructuur en aangrenzende gemeenten.

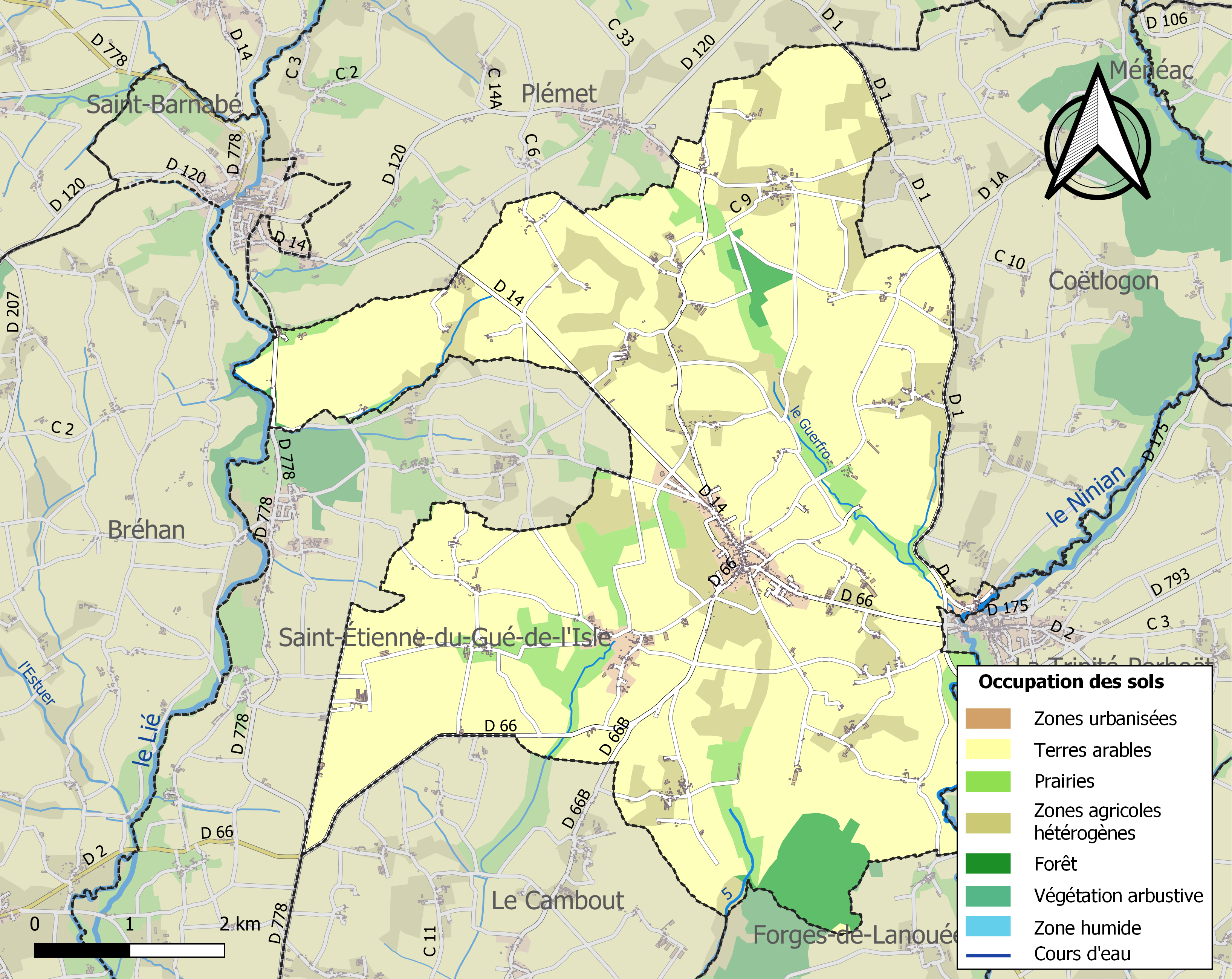

## Demografie
Onderstaande figuur toont het verloop van het inwonertal (bron: INSEE-tellingen).